# 359
Cette page concerne l'année 359  du calendrier julien. Pour l'année 359 av. J.-C., voir 359 av. J.-C. Pour le nombre 359, voir 359 (nombre).
L'année 359 est une année commune qui commence un vendredi.

## Événements
- 1er janvier : Julien est à Lutèce[2].
- Printemps : Constance II commence une campagne contre les Sarmates dans la province de Valérie (partie de la Pannonie autour de Sopianae). Il bat les Limigantes près d'Acimincum puis rentre à Sirmium où il est le 22 mai[2].
- 22 mai : quatrième formule de Sirmium rédigé par Marc d'Aréthuse[3], d'inspiration subordinatianiste[4].
- 18 juin : Constance II est à Singidunum[2].
- 21 juillet : le concile de Rimini condamne l'anoméisme et ses défenseurs les évêques illyriens Ursace de Singidunum et Valens de Mursa[4]. La majorité des 400 évêques présent est fidèle au symbole de Nicée, mais signe un formulaire homéens sous la contrainte[5].
- 25 juillet-5 octobre : Sapor II, le roi sassanide de Perse, envahit la Syrie et prend la ville romaine d'Amida (actuelle Diyarbakır en Turquie) sur le Haut Tigre après soixante-quatorze jours de siège[6].
- 11 septembre : Honoratus est nommé premier préfet de Constantinople[1].
- 27 septembre : ouverture du concile de Séleucie d'Isaurie rassemblant 150 évêques d'Orient, qui à majorité homéousiens rejettent la formule de Rimini[5]. Le gouverneur Bassidius Lauricius sécurise la tenue de l'assemblée en luttant contre les brigands isauriens[7].
- 10 octobre : réunion de Nikè en Thrace qui approuve la formule datée du 22 mai 359[8].
- Automne : Constance II se rend à Constantinople où il hiverne après un passage probable à Adrianople[2].
- 31 décembre : après la convocation simultanée de deux conciles séparés à Rimini et Séleucie, chaque évêque de l’empire est forcé d'accepter un credo pro-arien imposé par les conseillers de Constance II lors du concile de Constantinople[8].

- Julien renforce la frontière du Rhin : Castra Herculis, Quadriburgium (Qualbourg), Tricensima (Xanten), Novesium (Neuss), Bonna (Bonn), Antennacum (Andernach) et Vingo (Bingen)[9]. Il passe le Rhin à Mayence et lance un raid en Germanie[2].

## Naissances en 359
- Gratien, empereur romain.

## Décès en 359
- Ossius, évêque de Cordoue.